# 시라오이정
시라오이정(일본어: 白老町)은 일본 홋카이도 이부리 종합진흥국 관내의 시라오이군에 있는 정이며 노보리베쓰시, 도마코마이시 사이에 끼어 있다. 정명의 유래는 아이누어의 ‘시라워이’(シラウオイ, 등에가 많은 곳)이다.

## 지리
홋카이도 이부리 종합진흥국 관내 중부에 위치하며 동쪽은 도마코마이시, 서쪽은 노보리베쓰시, 북쪽은 다테시·지토세시와 접하고 있다. 해안을 따라 36번 국도, JR 홋카이도 무로란 본선, 도오 자동차도가 모두 지난다. 시가지도 해안가에 형성되어 있고 해안선에서 먼 장소는 거의 원생림인 채로 남아 있다.

### 기후
냉대 습윤 기후(Dfb)이다. 8월 평균 기온은 19.9도로 여름은 삿포로시 등지와 비교해 시원하다. 1월 평균 기온은 영하 3.7도로 겨울은 비교적 온난하지만 맑은 날이 많기 때문에 삿포로나 오타루와 비교하면 추워서 1월 평균 최저 기온은 영하 8.6도이다. 강수량은 여름에 많고 겨울은 적설이 다소 적은 편이다.
| 시라오이정의 기후                                            | 시라오이정의 기후 | 시라오이정의 기후 | 시라오이정의 기후 | 시라오이정의 기후 | 시라오이정의 기후 | 시라오이정의 기후 | 시라오이정의 기후 | 시라오이정의 기후 | 시라오이정의 기후 | 시라오이정의 기후 | 시라오이정의 기후 | 시라오이정의 기후 | 시라오이정의 기후 |
| 월                                                           | 1월               | 2월               | 3월               | 4월               | 5월               | 6월               | 7월               | 8월               | 9월               | 10월              | 11월              | 12월              | 연간              |
| ------------------------------------------------------------ | ----------------- | ----------------- | ----------------- | ----------------- | ----------------- | ----------------- | ----------------- | ----------------- | ----------------- | ----------------- | ----------------- | ----------------- | ----------------- |
| 역대 최고 기온 °C (°F)                                       | 8.4 (47.1)        | 10.7 (51.3)       | 16.1 (61.0)       | 23.8 (74.8)       | 28.5 (83.3)       | 31.1 (88.0)       | 33.3 (91.9)       | 33.1 (91.6)       | 30.9 (87.6)       | 26.9 (80.4)       | 19.0 (66.2)       | 14.5 (58.1)       | 33.3 (91.9)       |
| 일평균 최고 기온 °C (°F)                                     | 0.5 (32.9)        | 0.9 (33.6)        | 4.3 (39.7)        | 9.5 (49.1)        | 13.9 (57.0)       | 17.2 (63.0)       | 21.0 (69.8)       | 23.3 (73.9)       | 21.6 (70.9)       | 16.1 (61.0)       | 9.2 (48.6)        | 2.7 (36.9)        | 11.7 (53.0)       |
| 일일 평균 기온 °C (°F)                                       | −3.7 (25.3)       | −3.3 (26.1)       | 0.2 (32.4)        | 4.9 (40.8)        | 9.7 (49.5)        | 13.8 (56.8)       | 17.9 (64.2)       | 20.0 (68.0)       | 17.2 (63.0)       | 11.0 (51.8)       | 4.6 (40.3)        | −1.4 (29.5)       | 7.6 (45.6)        |
| 일평균 최저 기온 °C (°F)                                     | −8.6 (16.5)       | −8.5 (16.7)       | −4.4 (24.1)       | 0.3 (32.5)        | 5.6 (42.1)        | 10.8 (51.4)       | 15.4 (59.7)       | 17.1 (62.8)       | 12.8 (55.0)       | 5.7 (42.3)        | −0.2 (31.6)       | −5.8 (21.6)       | 3.4 (38.0)        |
| 역대 최저 기온 °C (°F)                                       | −19.4 (−2.9)      | −20.8 (−5.4)      | −16.7 (1.9)       | −10.5 (13.1)      | −2.8 (27.0)       | 0.2 (32.4)        | 5.6 (42.1)        | 8.1 (46.6)        | 2.3 (36.1)        | −3.1 (26.4)       | −11.6 (11.1)      | −16.5 (2.3)       | −20.8 (−5.4)      |
| 평균 강수량 mm (인치)                                        | 34.1 (1.34)       | 35.9 (1.41)       | 61.3 (2.41)       | 89.3 (3.52)       | 155.6 (6.13)      | 149.2 (5.87)      | 207.8 (8.18)      | 230.5 (9.07)      | 206.9 (8.15)      | 134.1 (5.28)      | 88.5 (3.48)       | 56.8 (2.24)       | 1,450 (57.09)     |
| 평균 강설량 cm (인치)                                        | 68 (27)           | 76 (30)           | 56 (22)           | 5 (2.0)           | 0 (0)             | 0 (0)             | 0 (0)             | 0 (0)             | 0 (0)             | 0 (0)             | 4 (1.6)           | 40 (16)           | 253 (100)         |
| 평균 강수일수 (≥ 1.0 mm)                                     | 6.5               | 6.1               | 8.1               | 9.2               | 10.7              | 10.2              | 13.2              | 13.2              | 11.9              | 10.6              | 9.9               | 7.8               | 117.4             |
| 평균 강설일수                                                | 9.1               | 10.7              | 8.4               | 0.7               | 0.1               | 0                 | 0                 | 0                 | 0                 | 0                 | 0.5               | 5.7               | 35.2              |
| 평균 월간 일조시간                                           | 153.3             | 155.3             | 178.8             | 185.2             | 183.0             | 129.8             | 108.7             | 131.7             | 158.5             | 159.3             | 140.1             | 136.6             | 1,820.4           |
| 출처: 일본 기상청 (평년값: 1991년~2020년, 극값: 1977년~현재) |                   |                   |                   |                   |                   |                   |                   |                   |                   |                   |                   |                   |                   |

### 인접한 자치체
- 이시카리 진흥국
  - 지토세시
- 이부리 종합진흥국
  - 도마코마이시, 노보리베쓰시, 다테시, 소베쓰정

## 역사
- 1869년 - 시라오이군이 설치되었다.
- 1919년 - 시라오이군 시키후촌, 시라오이촌, 샤다이촌이 합병해 시라오이군 시라오이촌이 성립하였다.
- 1954년 - 정으로 승격해 시라오이정이 되었다.

## 교통

### 철도
- 홋카이도 여객철도 무로란 본선

### 도로
- 도오 자동차도
- 국도 36호선